# Braderie de Lille
La braderie de Lille est une manifestation populaire qui se déroule chaque année à Lille, dans le département français du Nord en région Hauts-de-France, généralement le week-end du premier dimanche de septembre. Ses origines remontent au XIIe siècle et elle accueille chaque année entre deux et trois millions de visiteurs. La braderie de Lille est l'un des plus grands rassemblements de France et le plus grand marché aux puces d'Europe.
La braderie est issue de la foire attestée dès 1127 et a de nombreuses fois changé de forme, de nom, de date et de conception tout au long de son existence. Elle s'est étalée sur un seul jour comme sur plusieurs ; elle a été ouverte aux Lillois comme aux étrangers à la ville. Au cours de son histoire, la braderie de Lille a également porté le nom de Foire de Lille, Franche foire, Fête aux loques.
Au-delà de la braderie proprement dite et de ses 51 km d'étalage pour environ 5 300 exposants, cet événement est également entouré de concerts, d'une foire aux manèges, d'une restauration accrue dans la ville (stands mobiles divers, bières régionales, ainsi que le plat traditionnel des moules-frites dans les restaurants, sachant qu'en 2009 cinq cents tonnes de moules et trente tonnes de frites ont été consommées), et est l'occasion pour beaucoup (notamment pour la population étudiante de Lille) de faire la fête toute la nuit dans la ville et dans ses nombreux bars.

## Histoire

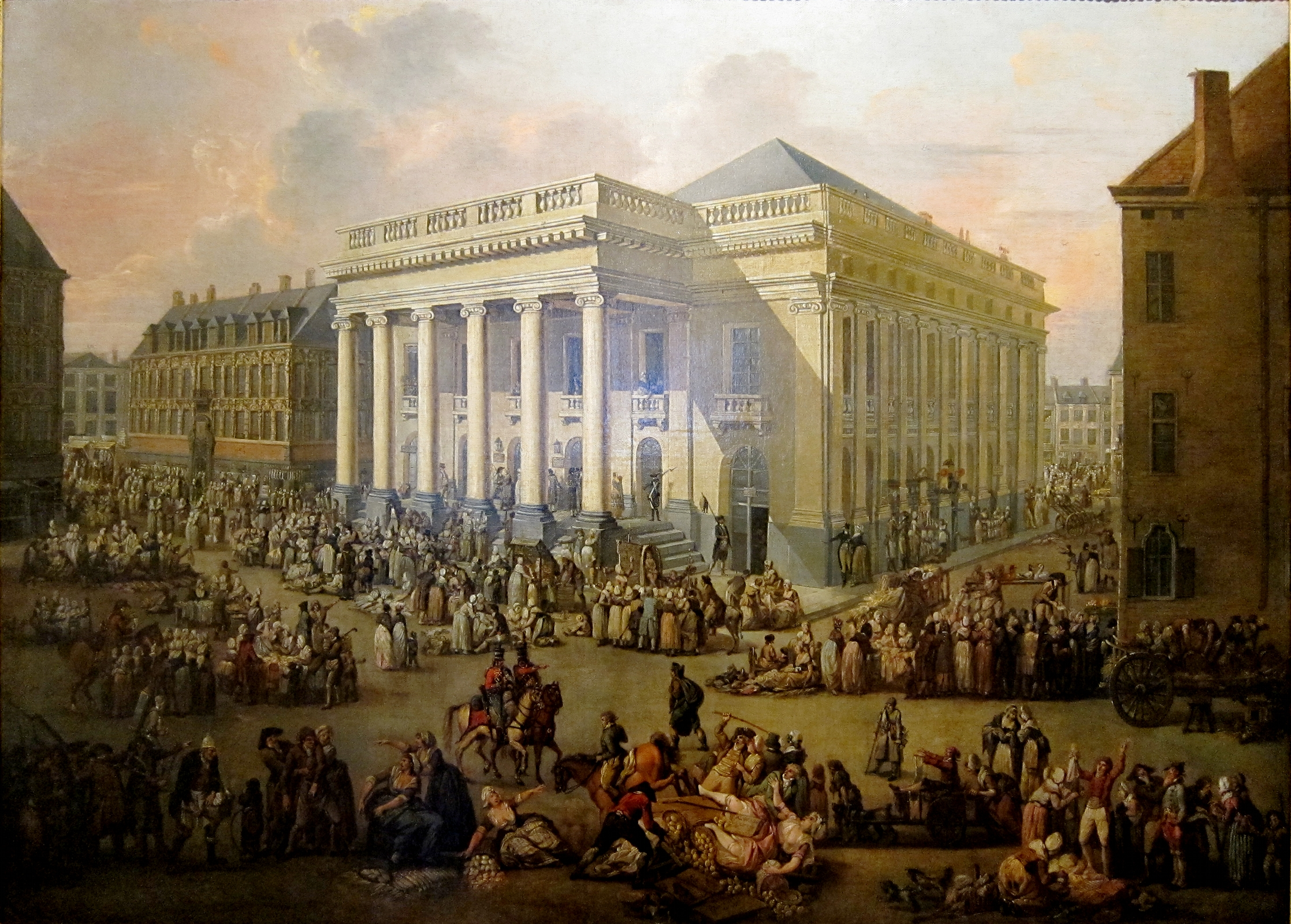
La Braderie par François Watteau (1799-1800).

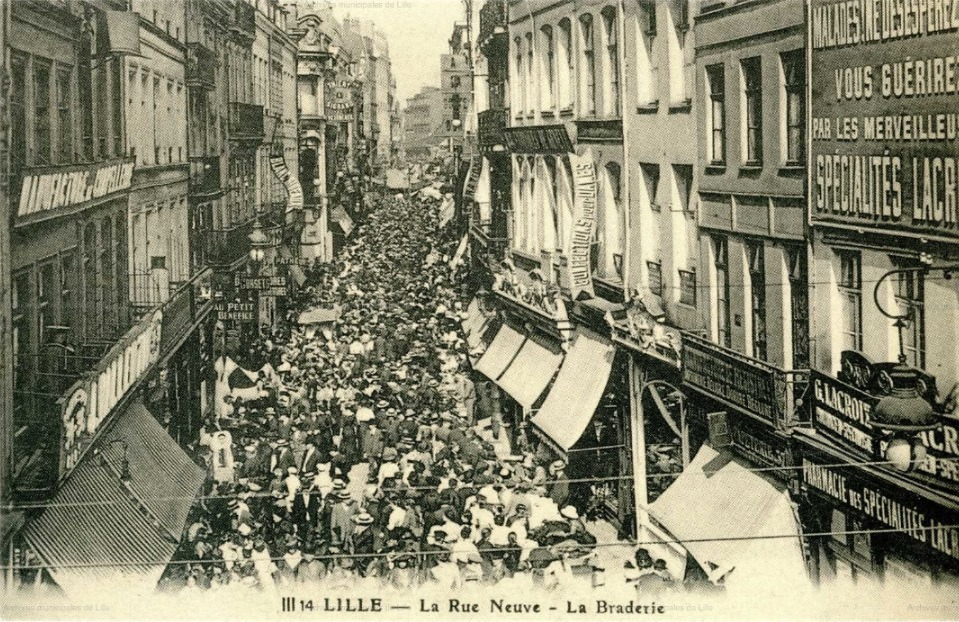
La braderie de Lille dans les années 1900.

L'histoire de la braderie de Lille remonte aux foires flamandes du Moyen Âge ; la première trace écrite date de 1127 dans les récits du chroniqueur Galbert de Bruges. La Foire de Lille (ou Franche Foire) se tenait à l'époque après l'Assomption sur la place du Marché, actuelles place du Général-de-Gaulle et place du Théâtre ; des commerçants étrangers à la ville pouvaient y vendre exceptionnellement leurs produits. Cinq foires flamandes, avec celles d'Ypres, Bruges, Thourout et Messines se succédaient au cours de l'année et étaient complémentaires des foires de Champagne pour le commerce des tissus.
La foire se développe aux XIIe et XIIIe siècles ; elle dure à cette époque trente jours, dont les quinze premiers sont consacrés à l'installation des marchands.
La foire perd de son importance au XIVe siècle quand la ville passe sous domination française après la guerre de Flandre ;  sa date est décalée au 27 août et elle dure cinq jours. En 1446, Godin Maille et Pierre Tremart, deux marchands de volailles, décident de s'installer sur la foire pour vendre des harengs et des poulets cuits avec une autorisation de vendre. En flamand « rôtir » se dit « braden », il se pourrait que ce soit de là que le mot « braderie » tire son nom. À la fin du XVe siècle, la foire est rallongée de deux jours.
Elle commence à se transformer en vide-grenier au début du XVIe siècle, lorsque les domestiques obtiennent le droit de vendre les objets usagés de leurs patrons entre le coucher et le lever du soleil. En 1523, la date est fixée au 30 août (ou le 31, si le 30 est un dimanche) et la durée à sept jours ouvrables. Au XVIIe siècle, les marchands n'attendent plus la foire pour vendre leurs produits du fait de l'amélioration des voies de transport. Ils viennent moins nombreux, mais les artistes ambulants, eux, y sont plus nombreux.
Durant le XIXe siècle, des bourgeois suivis par des camelots venus d'en dehors de Lille viennent également vendre leurs objets. Un journal de 1852 explique que la braderie s'appelle également la « fête aux loques ». Entre la moitié et la fin du XIXe siècle, des nombreux auteurs remarquent que l'esprit braderie est en train de disparaître ; tandis qu'à l'origine se vendent des objets usés et déjà utilisés, les marchands vendent de la marchandise neuve,,. La braderie se déroule le premier lundi de septembre,. Dès 1863, la compagnie des chemins de fer du Nord met en place des trains pour relier Paris à Lille, appelé train « de plaisir »,.
Entre la fin du XIXe siècle et le début du XXe siècle, les frites font leur apparition. Après l'interruption due à la Première Guerre mondiale, a lieu en septembre 1919, la première braderie depuis 1913. Puis entre le milieu du XXe siècle et les années 1960, la braderie devient un grand marché dépourvu d'intérêt à cause des guerres et des reconstructions d'après-guerre. Dans les années 1970, du fait de la dénonciation de la société de consommation, la braderie renaît.
En 2016, la braderie, qui aurait dû avoir lieu le week-end du 3 et du 4 septembre, a été annulée en raison de la menace terroriste après l'attentat du 14 juillet 2016 à Nice. C'est la première annulation de l'événement depuis 70 ans. Elle est à nouveau annulée en 2020 et 2021 à cause de la pandémie de covid-19. En 2024, en raison des Jeux olympiques et paralympiques de Paris 2024, elle est décalée de 15 jours.

## Caractéristiques
De la fin des années 1940 jusqu'à la fin des années 1970, la braderie se déroulait du dimanche minuit jusqu'au lundi midi et avait lieu le premier lundi qui suit le premier dimanche de septembre ; la nuit était réservée aux « bradeux » alors que la braderie des commerçants se déroulait le lundi matin. Aujourd'hui, l'horaire s'est décalé vers le week-end (samedi et dimanche) car le lundi est de moins en moins férié. La braderie est organisée le week-end du premier dimanche de septembre et dure (officiellement) du samedi matin au dimanche soir sans interruption. La ville se transforme en un énorme marché aux puces où les cultures se croisent. De nombreuses animations accompagnent l'évènement.

### Moules-frites

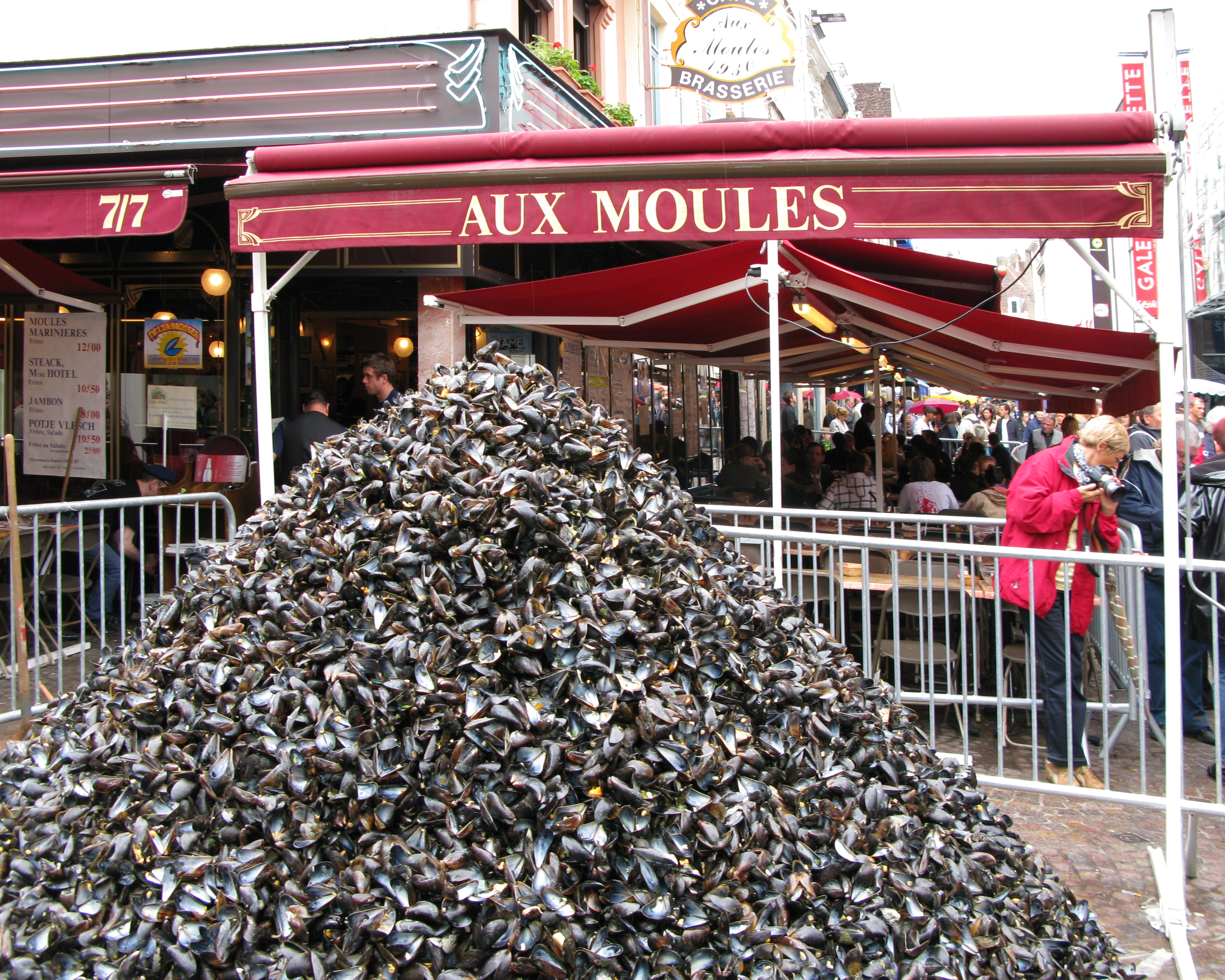
Tas de moules traditionnel.

Une hypothèse veut que la consommation de moules aurait commencé un peu par hasard, à la suite d'épidémies touchant les volailles traditionnellement consommées à la Braderie. La première mention de tas de moules à la Braderie aurait eu lieu en septembre 1904, le 7 septembre 1904.
Les « bradeux » flânent ou fouinent et finissent par s'arrêter pour manger des moules-frites, plat traditionnel de la braderie. Les restaurants de la ville se lancent un défi pendant l'événement : celui qui aura devant son enseigne le plus gros tas de coquilles de moules vides.
En 2009, cinq cents tonnes de moules et trente tonnes de frites ont été consommées durant la braderie.

### Semi-marathon de Lille
Pendant 40 ans, la Braderie a été précédée, le samedi matin, de plusieurs courses pédestres, dont un semi-marathon qui rassemblait 15 000 coureurs en moyenne. En 2017, les courses ont été délocalisées du centre-ville vers un boulevard extérieur. Depuis 2022, le semi-marathon de Lille se déroule de nouveau dans les artères lilloises mais en mars. Désormais, il n'y a donc plus de courses pédestres pendant la Braderie de Lille.

### Transports en commun
Ilévia, qui s'occupe des transports en commun de la ville, propose pour l'événement le métro et tramway en non-stop pendant tout le week-end et la fréquence des lignes de bus est aussi renforcée.
Avec les points de vente habituels, la société privée rajoute dans les principales stations de métro des stands de vente dans lesquels sont disponibles les titres les plus demandés. Ces stations sont Quatre Cantons - Stade Pierre-Mauroy, Cité Scientifique, Villeneuve-d'Ascq - Hôtel de ville, Pont de Bois, Rihour, République - Beaux-Arts, CHU – Eurasanté sur la ligne 1, et Saint-Philibert sur la ligne 2.
Le TER Hauts-de-France n'est pas en reste. La SNCF renforce aussi les lignes de TER et les TGV Lille-Paris.

## Fréquentation

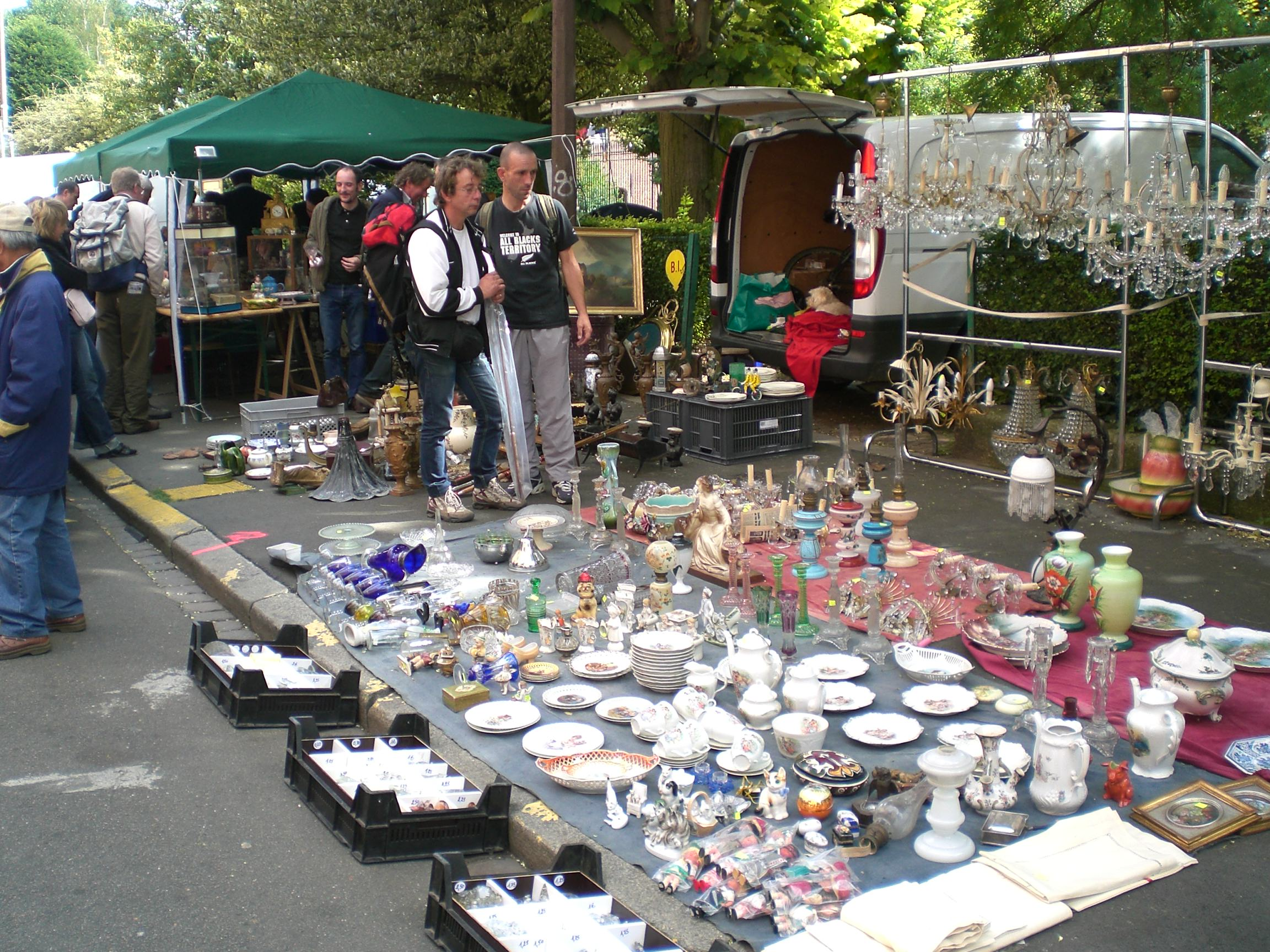
Exposants lors de la braderie.

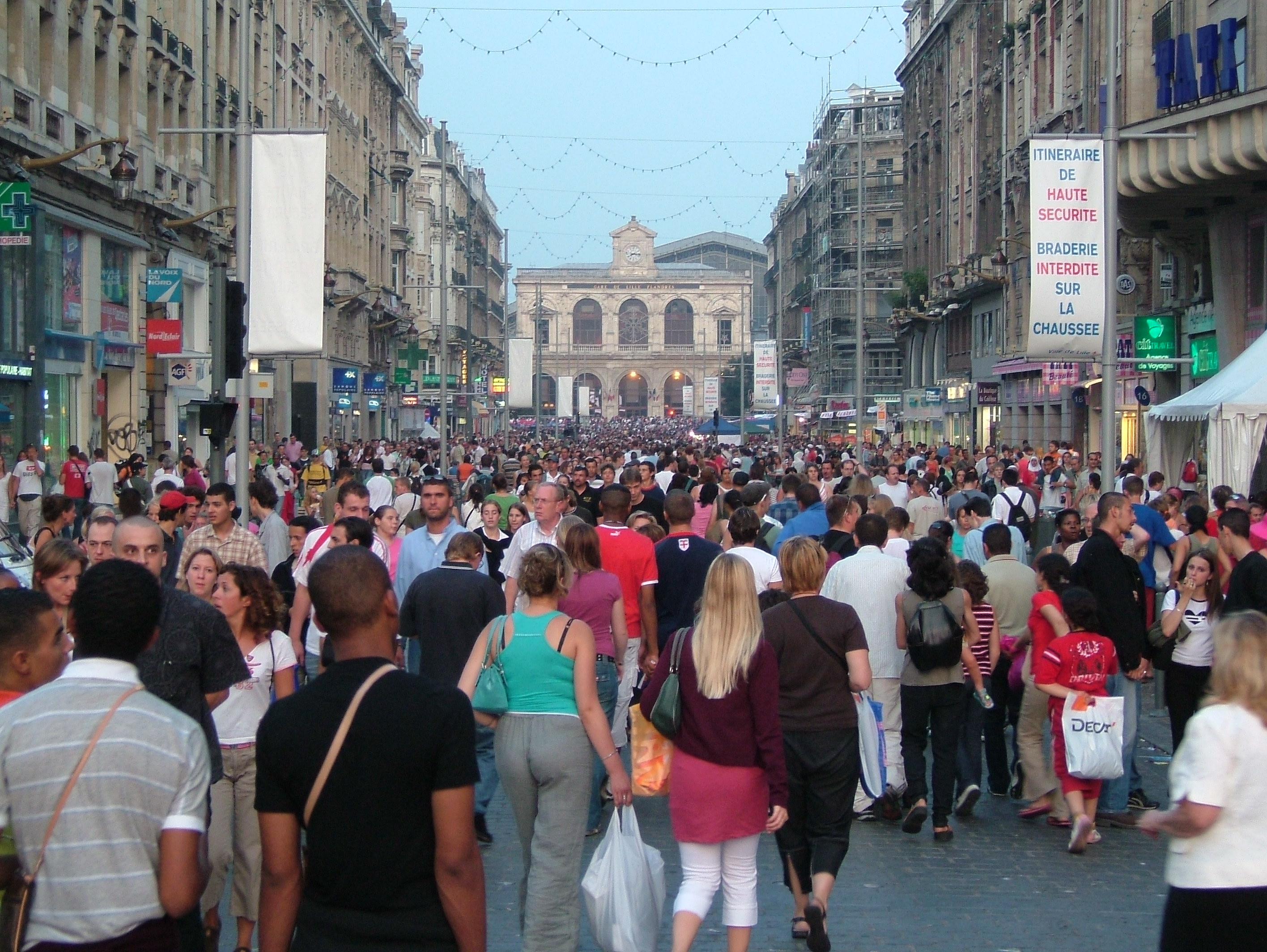
La rue Faidherbe devient une rue piétonne durant la braderie.

### Bradeux
La braderie s'étend sur plus de 80 kilomètres de trottoir et comporte plus de 8 000 exposants.
Des secteurs se sont créés par « spécialité », et on retrouve par exemple une forte concentration d'antiquaires professionnels sur le boulevard de la Liberté et la façade de l'Esplanade. Il y a également des associations, syndicats et partis politiques autour de la porte de Paris, alors que sur le reste du périmètre braderie on retrouvera les commerçants et riverains.
Des vendeurs peu scrupuleux y vendent des objets contrefaits. En 2010, 22 172 objets contrefaits ont été saisis par la douane, ce qui fait la plus grosse saisie.
Les emplacements sont gratuits pour les particuliers, ce qui en fait une exception française.

### Chineurs
La braderie de Lille est le plus important marché aux puces d’Europe. En fonction des sources et des années, la fréquentation de la braderie se situe autour de plus ou moins deux millions de visiteurs, mais il est presque impossible d'en compter le nombre avec précision. En 2010, le journal local La Voix du Nord rapporte que Floriane Gabriels, la « madame Braderie » de la mairie de Lille, estime le nombre de personnes durant la braderie à environ deux millions. À titre de comparaison, à Rennes, la seconde plus grande braderie de France accueille environ 400 000 visiteurs chaque année, le dernier mercredi de juin.

## Jour chômé
La tradition de la braderie veut aussi que le lundi suivant le week-end de la braderie soit chômé. Cependant, le lundi chômé n'est plus très appliqué, exception faite de bon nombre de sociétés implantées depuis de nombreuses années sur la métropole.

## Dans les arts
La braderie de Lille est représentée sur un tableau de François Watteau ; il représente l'esprit de la braderie de Lille à son époque. On y voit également le théâtre de Lille et la Vieille Bourse. Alexandre Desrousseaux a consacré une chanson appelée La Braderie.